# Area naturale protetta di interesse locale del Monteferrato
L'ANPIL del Monteferrato è un'area naturale protetta riconosciuta dal 1998 che interessa una parte del territorio collinare e montuoso della provincia di Prato

## Territorio
L'area protetta occupa una superficie di 4.486 ha. nel Monteferrato, una struttura montuosa formata dalle quattro cime di Poggio Ferrato o Monte Chiesino, di 420 m sl.lm., di monte Mezzano, di 390 m s.l.m.,  di Monte Piccioli di 363 m s.l.m., e  Poggio Pe'Parte di 263 m s.l.m i quali si ergono rispettivamente nei comuni di Montemurlo, Prato e Vaiano.
All'interno dell'ANPIL ricade interamente il sito di interesse comunitario "Monteferrato e Monte Iavello", di 1.391 ha, un'ulteriore forma di tutela istituita per proteggere tre tipi di habitat: i terreni calcarei erbosi a Alysso-Sedion albi, le rupi a Sedo dasyphylli-Asplenietum cuneifolii e le lande secche.

## Fauna
Nell'area del Monteferrato sono presenti varie tipologie di mammiferi come cervi, caprioli, daini, cinghiali, lepri, donnole, faine, puzzole, tassi, volpi, toporagni, istrici, e pipistrelli orecchioni, sono presenti anche molte specie di uccelli nidificanti come il picchio verde, il martin pescatore, la poiana, l'albanella e l'airone cenerino che si può incontrare lungo il torrente Bagnolo.
Nel mese di dicembre 2021, alcune fototrappole poste all'interno dell'area protetta sono riuscite a catturare immagini di un esemplare di sciacallo dorato: si tratta del primo avvistamento dell'animale in Toscana.